# Luis Palocz
Luis Palocz es un activista político venezolano. Ha sido dirigente en el municipio Chacao, y durante la campaña electoral de los comicios presidenciales de Venezuela de 2024, Luis formó parte equipo municipal del Comando Con Vzla en apoyo al candidato opositor Edmundo González. Palocz fue detenido el 14 de diciembre de 2024, la misma semana que el exconcejal Jesús Armas, y permaneció desaparecido por días. Posteriormente se pudo conocer que estaba recluido en El Helicoide. En abril de 2025 cumplió cuatro meses en aislamiento, sin poder ver a su familia ni a su pareja.

## Detención
Luis Palocz ha sido un líder político del municipio Chacao de la Gran Caracas. Durante la campaña electoral de los comicios presidenciales de Venezuela de 2024, Luis formó parte del equipo municipal del Comando Con Vzla en apoyo al candidato opositor Edmundo González Urrutia. El 14 de diciembre de 2024, alrededor de las 1:20 p.m., Luis Palocz fue detenido por encapuchados junto con su conductor en la avenida Galarraga con esquina El Samán, en el municipio Chacao de Caracas. El Comité de Derechos Humanos del partido opositor Vente Venezuela (VV) denunció el arresto y la desaparición, exigiendo su liberación inmediata. Palocz era el segundo líder opositor en ser detenido en la semana, después del exconcejal Jesús Armas. Para la fecha, alrededor de 166 dirigentes y activistas habían sido detenidos, la mayoría arrestados después de las elecciones presidenciales de Venezuela el mismo año, y colaboradores de María Corina Machado y Edmundo González.Para el 16 de diciembre, el Comando Con Vzla opositor denunció que habían transcurrido más de 48 horas desde la detención de Palocz y sin que se conociera su paradero. Posteriormente se pudo conocer que estaba recluido en El Helicoide. En abril de 2025 cumplió cuatro meses en aislamiento, sin poder ver a su familia ni a su pareja.
Las agrupaciones, el Comité por la Libertad de los Presos Políticos, familiares y amigos pidieron información sobre su lugar de reclusión y su liberación inmediata. El líder opositor Juan Pablo Guanipa también denunció la detención, exigió información sobre su paradero y calificó la desaparición forzada como “crimen de lesa humanidad y una nueva violación a la Constitución”.